# Weganizm

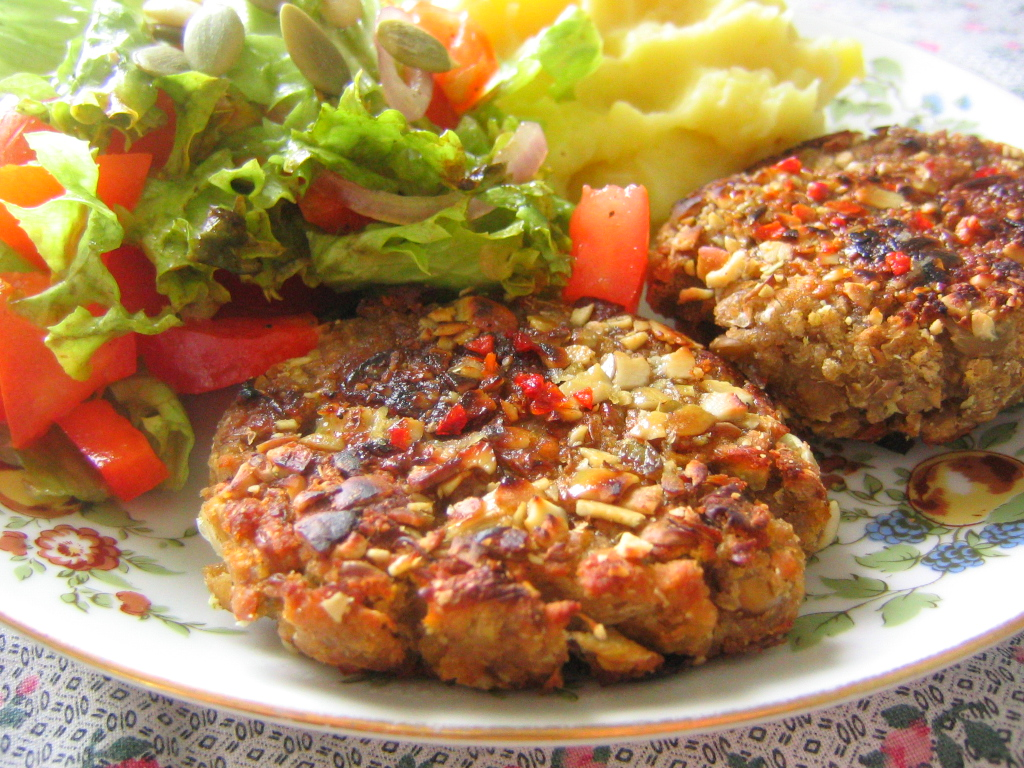
Wegański posiłek

Weganizm – styl życia, którego jedną z cech jest stosowanie diety wegańskiej, czyli rezygnacja ze spożywania produktów zwierzęcych.
Weganie rezygnują ze spożywania nie tylko mięsa, ale także innych produktów pochodzenia zwierzęcego, których wytwarzanie wiąże się z eksploatacją zwierząt, takich jak nabiał (w tym jajka) oraz miód. Weganie nie stosują kosmetyków i nie kupują ubrań powstałych z odzwierzęcych surowców (skóry, futra, wełna, jedwab), nie biorą udziału w rozrywkach, w których wykorzystuje się zwierzęta (polowania, rodeo, cyrk). Bojkotują także wszelkie produkty testowane na zwierzętach. Zawieszenie przestrzegania tych zasad dopuszczają tylko wtedy, gdy jest to niezbędne do przetrwania.
Ludzie decydują się na weganizm ze względów etycznych, zdrowotnych, ekologicznych, duchowych, religijnych, społecznych lub ekonomicznych.

## Historia stowarzyszeń wegańskich
Towarzystwo Wegańskie (ang. Vegan Society) zostało założone w 1944 w Wielkiej Brytanii przez Donalda Watsona oraz Elsie Shrigley w celu zorganizowania wegetarian, którzy nie spożywali nabiału czy innych produktów odzwierzęcych.
Pierwsze stowarzyszenie wegańskie w USA zostało założone w Kalifornii w 1948 przez dr Catherine Nimmo i Rubin Abramowitz i następnie w 1960 włączone do Amerykańskiego Towarzystwa Wegańskiego (ang. American Vegan Society) założonego przez Jaya Dinshaha.
Dziś na całym świecie istnieje wiele towarzystw czy ruchów wegańskich. W Polsce weganizm promuje m.in. Stowarzyszenie Empatia.
W 1994 roku przewodniczący Towarzystwa Wegańskiego Louise Wallis ogłosił 1 listopada Światowym Dniem Wegan.

## Definicja
Słowo vegan zostało stworzone w 1944 roku przez Donalda Watsona (założyciela Towarzystwa Wegańskiego), który wykorzystał trzy pierwsze i dwie ostatnie litery ze słowa vegetarian.
W 1951 brytyjskie Towarzystwo Wegańskie (Vegan Society) oficjalnie zdefiniowało weganizm jako doktrynę polegającą na niewykorzystywaniu zwierząt. Rozumując w ten sposób, weganizm nie jest więc jakimś zbiorem praktyk, lecz swoistą zasadą, z której pewne praktyki logicznie wynikają.
Towarzystwo Wegańskie używa również innej, bardziej rozszerzonej definicji:

Słowo ‘weganizm’ oznacza filozofię i styl życia, który dąży do wykluczenia – na ile to możliwe i praktyczne – wszelkich form wykorzystywania, okrucieństwa wobec zwierząt używanych jako jedzenie, ubranie czy z jakiegokolwiek innego powodu. W znaczeniu żywieniowym oznacza w praktyce rezygnację ze wszystkich produktów pochodzenia zwierzęcego, w tym mięsa, ryb, drobiu, jaj, mleka pochodzącego od zwierząt ich pochodnych.

Najbardziej znana w Polsce organizacja promująca weganizm – Stowarzyszenie Empatia – pisze z kolei: 

Weganizm jest to sposób życia dążący do rzeczywistej minimalizacji uczestnictwa w eksploatacji zwierząt. Najważniejszy aspekt tego pojęcia dotyczy diety, ponieważ dla pożywienia jest wykorzystywana największa ilość zwierząt. Weganizm w tym zakresie oznacza odrzucenie z przyczyn etycznych produktów odzwierzęcych. W innych dziedzinach cechuje się podobnie konsekwentną postawą, np. w sprzeciwie wobec hodowli zwierząt z przeznaczeniem na futra, wykorzystywania zwierząt do doświadczeń, do celów rozrywki itd.”.

Ponieważ [zwierzęta] są istotami czującymi, zdolnymi do bólu, strachu, stresu, cierpienia, zadowolenia i wielu innych odczuć i stanów umysłowych, oraz ze względu na fakt, że dzięki nauce coraz więcej o nich wiadomo i widzi się łączące ludzi pokrewieństwo pod względem zdolności do odczuwania, uważamy, że z naszej strony zamiast pogardy i eksploatacji należy im się szacunek i opieka. Proponujemy weganizm jako najpełniejszą realizację tej postawy.

## Filozofia

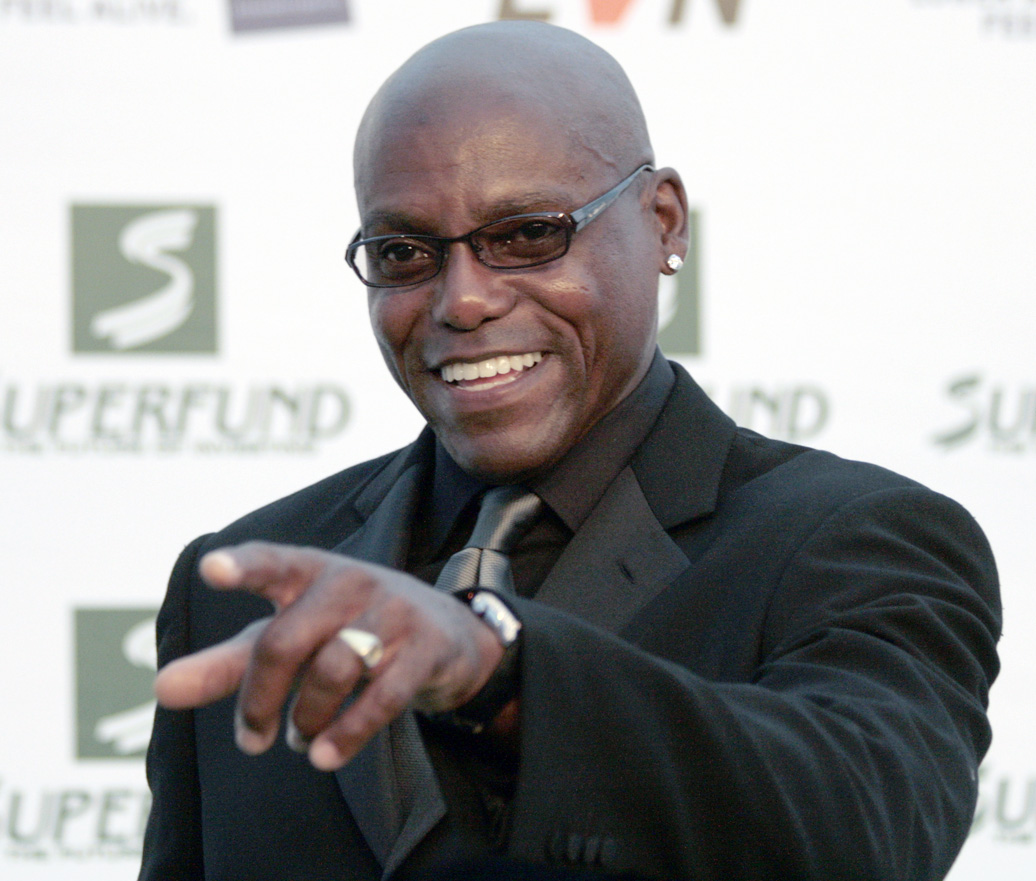
Carl Lewis, wielokrotny mistrz olimpijski w biegach i skoku w dal został weganinem w 1990 roku

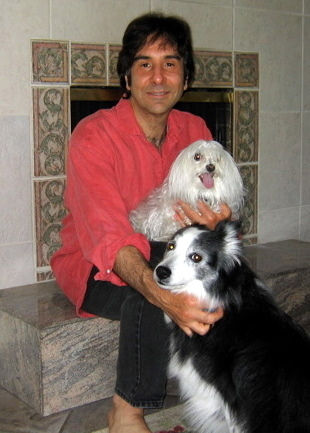
Gary L. Francione

Weganizm jako styl życia wynika najczęściej z pobudek etycznych. Zgodnie z filozofią praw zwierząt zwierzętom, tak jak ludziom, przysługuje ochrona ich podstawowych interesów, w tym prawa do życia i prawa do wolności od cierpienia. Skoro niemożliwe jest korzystanie z produktów zwierzęcych bez naruszania tych praw, należy zrezygnować z wykorzystywania zwierząt. Oznacza to rezygnację ze spożywania produktów odzwierzęcych, w tym mięsa, mleka, jaj, serów, miodu i innych. Zwykle łączy się to z rezygnacją z noszenia skórzanych ubrań, używania kosmetyków testowanych na zwierzętach oraz ze sprzeciwem wobec rozrywek związanych z wykorzystaniem zwierząt (czyli np. cyrku).

### Weganizm żywieniowy
Weganie żywieniowi stosują dietę pozbawioną produktów pochodzenia zwierzęcego – z powodów zdrowotnych lub etycznych – ale wciąż korzystają z takich produktów w innych dziedzinach życia. Zgodnie z doniesieniami agencji Associated Press, ponad połowa z 1,5 tys. szefów kuchni ankietowanych w USA powiedziała, że przygotowuje dania wegańskie, a w restauracjach na całym świecie coraz częściej pojawiają się oznaczenia wegańskich potraw w menu.

### Weganizm ze względów etycznych

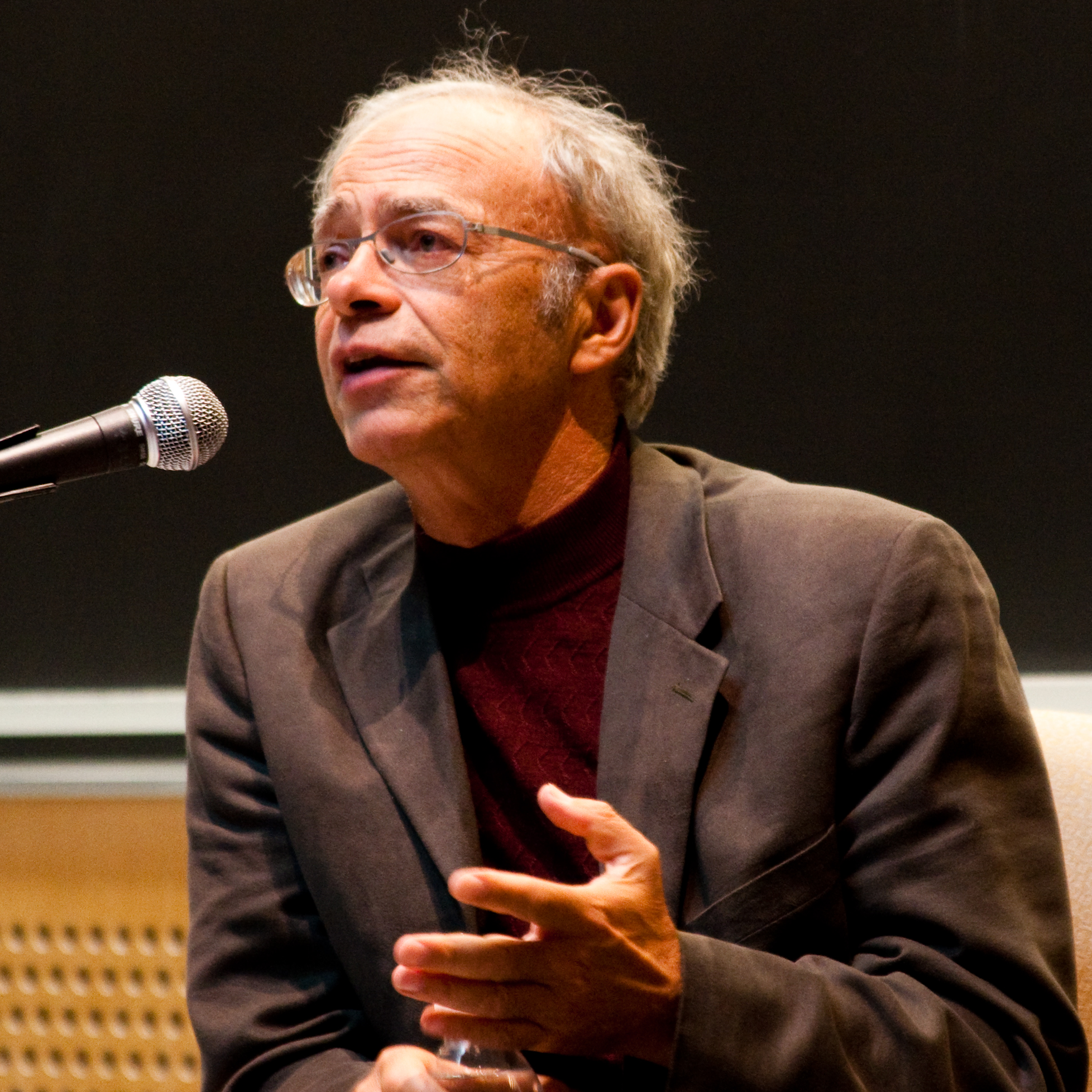
Peter Singer

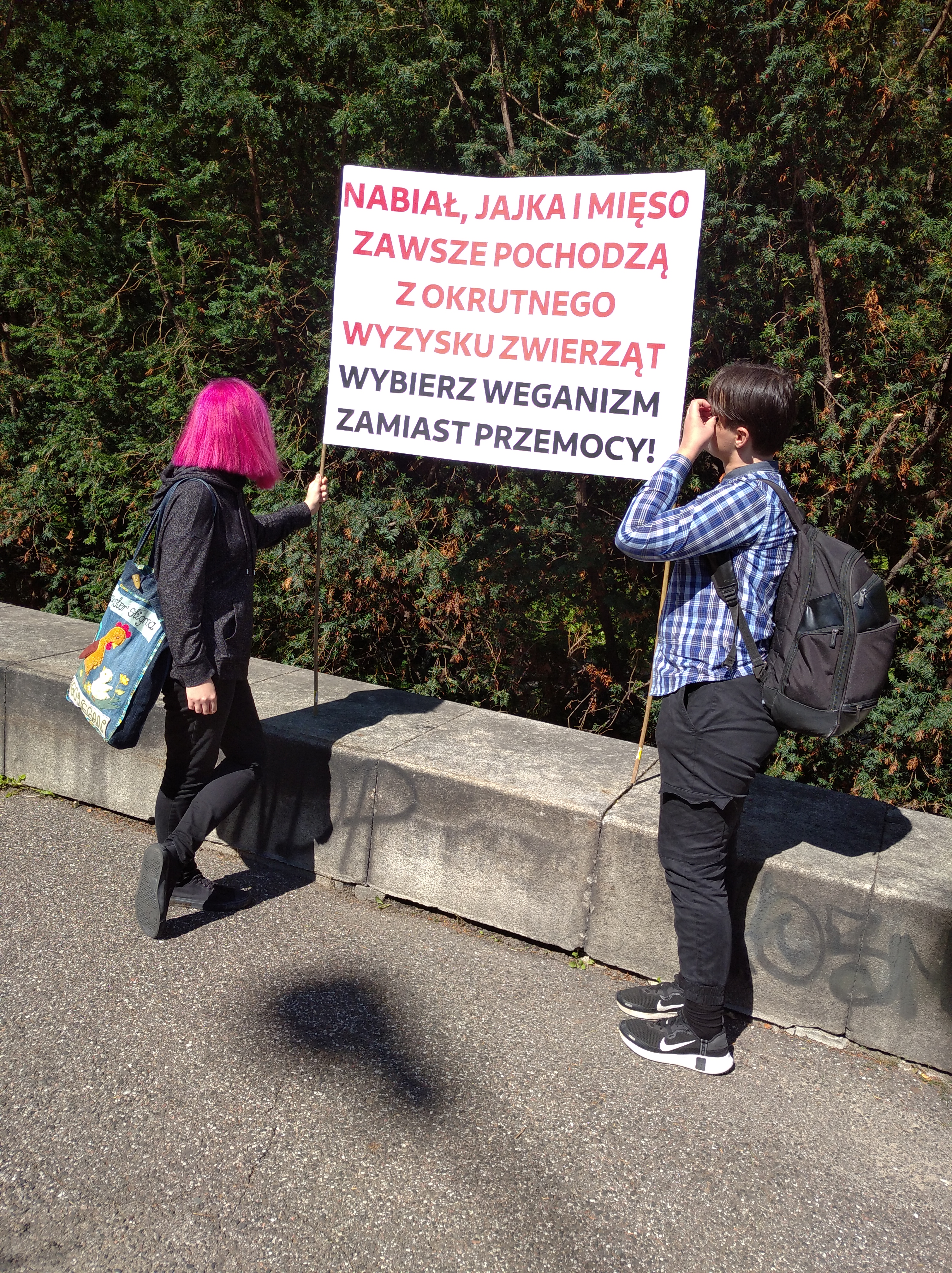
Uczestnicy Marszu Wyzwolenia Zwierząt w Warszawie namawiający do weganizmu jako metody walki z wykorzystywaniem zwierząt, 4 września 2021.

Etyczni weganie uważają, że weganizm nie jest tylko dietą, ale filozofią, zbiorem zasad i wartości, których poszanowania domaga się poczucie sprawiedliwości. Gary L. Francione, filozof zajmujący się filozofią praw zwierząt twierdzi, że weganizm jest nie tylko sposobem na zmniejszenie ilości cierpienia, ale też wyrazem poszanowania fundamentalnej zasady sprawiedliwości i formą wypełnienia treścią zasady non violence. Ogólnie filozoficzne podstawy weganizmu w ruchu praw zwierząt mają dwojakie źródła – są to podejście oparte na prawach (deontonomistyczne) i utylitarystyczne. Przedstawicielami tego pierwszego podejścia są m.in. Francione i Tom Regan, drugi zaś sposób argumentacji znajdzie się w filozofii Petera Singera.
Profesor prawa i filozofii na Rutgers School of Law-Newark Gary L. Francione w swoich książkach i artykułach podkreśla, że jakiekolwiek wykorzystywanie zwierząt jest wewnętrznie i inherentnie złe, tak samo jak nieodłącznym złem są niewolnictwo czy rasizm bez względu na to jak surową bądź łagodną formę przybierają. Francione podkreśla, że weganizm nie jest żadnym ekstremum, a jedynie konsekwentnym wprowadzeniem w życie słusznej filozofii. „Ekstremalne jest to, że uważamy niektóre zwierzęta za członków naszej rodziny, podczas gdy w tym samym czasie wbijamy widelce w ciała innych zwierząt. Ekstremalne jest myślenie, że jest moralnie do zaakceptowania powodowanie cierpienia i śmierci innych czujących istot tylko dlatego, że lubimy smak produktów zwierzęcych albo dlatego, że lubimy wygląd ubrań zrobionych ze zwierząt” – twierdzi filozof. Dla Francione weganizm jest praktycznym conditio sine qua non dla każdego, kto uważa, że zwierzęta posiadają wewnętrzną wartość. Jeśli ktoś nie jest weganinem, a uważa, że ludzie mają jakiekolwiek obowiązki wobec zwierząt, to tak jakby argumentował na rzecz praw człowieka, jednocześnie nie widząc nic niewłaściwego w niewolnictwie. Amerykanin uważa, że spożywanie produktów pochodzenia zwierzęcego (np. jaj czy nabiału) jest równie niemoralne jak jedzenie mięsa. Krowy i kury nioski żyją dłużej, często w gorszych warunkach niż zwierzęta rzeźne, a i tak kończą w tych samych ubojniach. Profesor Rutgers School of Law-Newark jest krytyczny względem stanowiska konsekwencjonalistycznego, które dopuszcza okazjonalne odejście od weganizmu.
Tom Regan, emerytowany profesor filozofii na North Carolina State University, jest przedstawicielem podejścia opartego na prawach, który twierdzi, że zwierzęta jako podmioty życia (ang. subjects-of-a-life) posiadają wewnętrzną wartość. Dzieje się tak dlatego, że mają one swoje pragnienia, życie emocjonalne, pamięć i zdolność do podejmowania działań nakierowanych na osiągnięcie zamierzonych celów. Z tego też powodu muszą być postrzegane przez człowieka jako cele same w sobie, a nie tylko środki do jego celu. Regan argumentuje, że prawo podmiotów życia do niebycia krzywdzonymi może być uchylone tylko przez inne, ważniejsze zasady moralne; ale – podkreśla filozof – powody podawane do uzasadnienia spożywania produktów odzwierzęcych – przyjemność podniebienia, wygoda, interes ekonomiczny – nie są wystarczające, by przeważyć na niekorzyść podmiotów życia, jakimi są zwierzęta.
Peter Singer, profesor bioetyki na Princeton University, podchodzi do zagadnienia od strony utylitarystycznej. Twierdzi on, że przy podejmowaniu decyzji etycznych nie ma logicznego uzasadnienia, by cierpienie zwierząt traktować mniej poważnie niż analogiczne cierpienie ludzi. Jego zdaniem granicą, od której interesy danego bytu zaczynają się liczyć, jest granica świadomości. Kamień nie ma i nie może mieć interesów, ponieważ nie ma świadomości. Co innego zwierzęta, które są świadome i czujące. Australijczyk nie twierdzi, że zabijanie zwierząt w ogóle jest niedopuszczalne; utrzymuje natomiast, stojąc na stanowisku konsekwencjonalistycznym, że trzeba z niego zrezygnować, jeśli nie jest to konieczne dla naszego przetrwania. Z tego też powodu opowiada się za weganizmem jako najlepszym podejściem i za ciągłym polepszaniem warunków hodowli zwierząt w celu zmniejszenia ich cierpienia. Singer ze wszystkich prezentowanych do tej pory stanowisk jest najmniej stanowczy i najbardziej skłonny do odstępstw od weganizmu. Zgadza się m.in. na tzw. wyjątek paryski (ang. Paris exemption). Gdy jesteś za granicą, w restauracji i nie masz możliwości zjedzenia posiłku wegańskiego, możesz pozwolić sobie na posiłek wegetariański – uważa bioetyk. Innymi słowy, w sytuacjach wyjątkowych, kłopotliwych można pozwolić sobie na odstępstwo od normy.
Z kolei Carol J. Adams, weganka i feministka, używa w swojej argumentacji pojęcia „nieobecnego desygnatu” (ang. absent referent) na określenie psycho-socjologicznego oderwania konsumenta od tego, co jest konsumowane. W swojej książce Polityka seksualna mięsa z 1990 r. napisała: „Za każdym mięsnym posiłkiem kryje się nieobecność - nieobecność śmierci zwierzęcia, którego miejsce zajmuje mięso. Nieobecny desygnat jest czymś, co oddziela jedzącego mięso od zwierzęcia i zwierzę od produktu końcowego. Funkcją nieobecnego desygnatu jest oddzielenie «mięsa» od jakiejkolwiek myśli, że było ono kiedyś zwierzęciem, utrzymywanie z dala od mięsa wszelkiego muczenia, gdakania i beczenia, nadzorowanie, abyśmy tego «czegoś» nie zaczęli postrzegać jako «kogoś»”
.

### Weganizm ze względów społeczno-politycznych

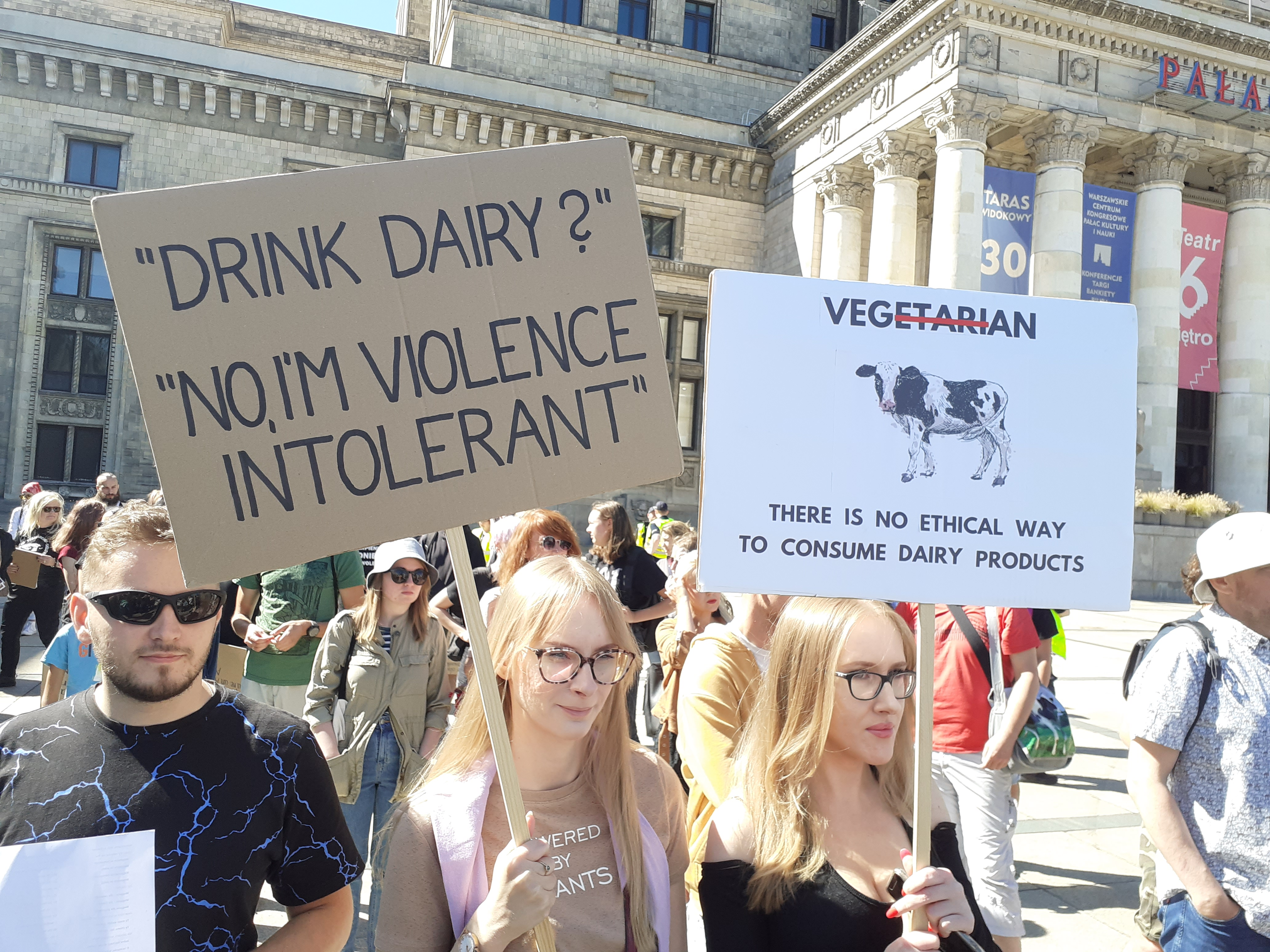
Prowegańskie hasła na Marszu Wyzwolenia Zwierząt w Warszawie w 2022.

Dla części wegan styl życia czy żywienia to tylko składowa weganizmu. Traktują oni weganizm jako postawę wobec spraw społecznych i politycznych. Takie podejście argumentują faktem, że spożywanie mięsa i produktów pochodzenia zwierzęcego koncentruje się na względnie bogatej półkuli północnej. Zatem według nich to nie rodzaj ludzki panuje nad innymi gatunkami, a jego zamożni przedstawiciele. Podaje to w wątpliwość praktyczność pojęcia dyskryminacji gatunkowej, gdyż ta implikuje traktowanie weganizmu jako sprawy jednostkowej, tymczasem w obrębie gatunku Homo Sapiens istnieją grupy społeczne wykorzystujące zwierzęta mniej i więcej w zależności od swojej sytuacji społeczno-ekonomicznej.

### Argumenty ekologiczne

#### Zasoby naturalne oraz środowisko
Weganie niekiedy motywują swój wybór pobudkami ekologicznymi. Dieta roślinna w znacznie mniejszym stopniu niż dieta tradycyjna niszczy środowisko oraz wyczerpuje zasoby naturalne. Organizacje takie jak PETA wskazują, że produkcja mięsa oraz nabiału przyczynia się do globalnego ocieplenia, zanieczyszczania wód, degradacji gleb, zmniejszania bioróżnorodności, a ponadto wymaga ona większych areałów ziemi oraz większych ilości wody i energii. Wielu danych dostarcza także raport Organizacji Narodów Zjednoczonych do spraw Wyżywienia i Rolnictwa z grudnia 2006, Livestock’s Long Shadow. Wykazano w nim, że hodowla zwierząt (głównie kur, krów i świń) jest jednym z dwu lub trzech największych winowajców, jeśli chodzi o najbardziej doniosłe problemy środowiskowe, zarówno te o skali lokalnej, jak i globalnej. Według raportu ów przemysł odpowiada rokrocznie za przynajmniej 18% antropogennego globalnego ocieplenia, wyrażonego w równoważnikach dwutlenku węgla. Niektórzy widzą tu niedoszacowanie – i tak na przykład w 2009 Robert Goodland i Jeff Ashang z magazynu „World Watch” określili ten wpływ na 51%. W 2006 badania przeprowadzone przez Gidona Eshel i Pamelę Martin z University of Chicago wykazały, że jednostkowa zmiana diety typowo amerykańskiej na wegańską zredukowałaby emisję CO2 o 1,485 kilograma rocznie.

#### Debata na temat zabijania zwierząt podczas żniw
Steven Davis, profesor Oregon State University, stwierdził w 2001 roku, że koncepcja minimalizowania krzywdy głoszona przez Toma Regana nie wymaga rezygnacji z każdego typu mięsa, ponieważ roślinna dieta pociąga za sobą śmierć większej liczby istot niż dieta zawierająca mięso od przeżuwaczy z wolnego wypasu. Davis dowodzi, że uprawa roślin również zabija zwierzęta, na przykład giną one pod kołami traktorów. Opierając się na badaniach dotyczących populacji myszarek zaroślowych Davis oszacował, że każdego roku na hektarze pola uprawnego ginie 10 myszy. Jeśli wszystkie 120 000 000 akrów (490 000 km²) pól uprawnych kontynentalnych Stanów Zjednoczonych zostałyby wykorzystane, to każdego roku ginęłoby około 500 milionów zwierząt, lecz jeśli połowa pól zostałaby przeznaczona na pastwiska dla przeżuwaczy, każdego roku ginęłoby 900 000 zwierząt (zakładając, że zrezygnowałoby się z ośmiu miliardów ptactwa drobiowego zabijanego każdego roku – na rzecz wołowiny, jagnięciny i produktów mlecznych).
W roku 2003 Gaverick Matheny i Andy Lamey skrytykowali powyższą analizę w Journal of Agricultural and Environmental Ethics. Matheny stwierdził, że Davis przeszacował liczbę zabijanych stworzeń na konsumenta oraz bezzasadnie zrównał krzywdę czynioną zwierzętom z liczbą zabijanych zwierząt. Według Matheny’ego dieta wegańska skutkowałaby śmiercią mniejszej liczby zwierząt niż dieta zaproponowana w modelu Davisa, a poza tym zapewniałaby im lepszą jakość życia. Lamey z kolei dowodzi, że błędność kalkulacji Davisa wynika z nieprawidłowego doboru źródeł – jedno ze źródeł uwzględniało śmierć poniesioną wskutek drapieżnictwa, która jest dla Regana moralnie obojętna, drugie zaś dotyczyło nietypowych metod uprawy, pochłaniających więcej zwierzęcych istnień niż metody standardowe. Zarówno Lamey, jak i Matheny stwierdzili ponadto, że przypadkowe zabijanie różni się etycznie od zabijania intencjonalnego i jeśli Davis uwzględnia w moralnym rozrachunku przypadkowe zabijanie zwierząt, to musi również uwzględnić większą śmiertelność wśród ludzi wynikającą z proponowanej przez niego diety. Lamey stwierdza zatem, że Regan dysponuje silniejszymi argumentami

## Demografia
Liczba wegan na świecie jest trudna do oszacowania. Badania przeprowadzone we wrześniu 2013 r. przez Instytut Badania Opinii Publicznej Homo Homini wykazały, że w Polsce 1,6%, tj. ok. 0,5 mln osób jest laktoowowegetarianami. Od 2017 roku wegańska dieta i sposób życia cieszą się coraz większą popularnością i liczba wegan na świecie rośnie w szybkim tempie. W 2018 roku około 60% Polaków planowało ograniczyć spożycie mięsa. Na początku 2018 roku Warszawa znalazła się na trzecim miejscu rankingu najbardziej wegańskich miast świata, przygotowanego przez serwis internetowy HappyCow.
W latach 2014–2018 liczba wegan w Wielkiej Brytanii wzrosła czterokrotnie. Według danych The Vegan Society z 2018 roku, ponad 600 tysięcy osób deklarowało się jako weganie, co daje 1,16% populacji. To samo źródło z 2018 roku informuje, że jeden na trzech Brytyjczyków drastycznie ograniczył spożycie mięsa lub przestał jeść mięso, jako powód podając troskę o własne zdrowie i środowisko naturalne. Jeśli chodzi o Stany Zjednoczone, to liczba wegan wzrosła z około 4 milionów osób w 2014 roku, do ponad 19 milionów osób w roku 2017. Podobnie jak w Wielkiej Brytanii, co trzeci Amerykanin deklarował ograniczenie spożywania mięsa lub całkowitą rezygnację z mięsa. W innych krajach liczby te różnią się nieznacznie, jednak rzadko przekraczają 1% mieszkańców. W Niemczech 800 tys. obywateli uważa się za wegan, co stanowi 1% populacji tego kraju. Wzrost popularności diety wegańskiej zauważa się również w Chinach; wynika to z większej świadomości młodego pokolenia dotyczącej zdrowia i ochrony środowiska, a także sprzeciwu wobec okrucieństwa w stosunku do zwierząt. Już ponad 50 mln Chińczyków przekonało się do diety roślinnej (4-5% populacji).
W Polsce około 90% wegan to kobiety.

## Produkty odzwierzęce
Produkty odzwierzęce to wszystkie produkty pochodzące od zwierząt, w tym mięso, jaja, produkty mleczarskie, miód, skóry, futra, wełna i jedwab. Inne powszechnie używane produkty pochodzenia zwierzęcego to smalec, wosk pszczeli, podpuszczka, łój, serwatka, węgiel kostny, karmin, kazeina, żelatyna, lanolina, karuk i szelak. Wiele z nich wchodzi w skład produktów używanych przez człowieka na co dzień.

## Dieta wegańska
Przeczytaj ostrzeżenie dotyczące informacji medycznych i pokrewnych zamieszczonych w Wikipedii.
Wytyczne diety wegańskiej na rok 1992.
| Grupa produktów żywnościowych | Minimalna liczba porcji | Przykładowe produkty i wielkość porcji | Produkty bogate w wapń (zaleca się spożywanie przynajmniej 8 porcji dziennie) | Źródło kwasów tłuszczowych omega-3 (2 porcje) |
| ----------------------------- | ----------------------- | --- | --- | --- |
| produkty zbożowe              | 6                       | - chleb (1 kromka), - kasza gotowana (½ filiżanki), - płatki zbożowe (⅔ filiżanki) | - płatki śniadaniowe wzbogacone w wapń (⅔ filiżanki) | |
| produkty bogate w białko      | 5                       | - gotowane warzywa strączkowe (np. groch, fasola, soczewica ½ filiżanki), - tofu lub tempeh (½ filiżanki), - masło orzechowe lub z nasion (2 łyżki), - orzechy (¼ filiżanki), - analogi mięsa (28 g) | - wzbogacone w wapń mleko sojowe (½ filiżanki), - wzbogacone w wapń tofu lub tempeh (½ filiżanki), - migdały (¼ filiżanki), - masło migdałowe lub tahini (2 łyżki), - gotowane nasiona soi (½ filiżanki), - orzeszki sojowe (¼ filiżanki) - nasiona chia (2 łyżki) | - mielone siemię lniane (½ łyżki) - orzechy włoskie (½ filiżanki, 3–4 sztuki) - nasiona chia (1 łyżka) - nasiona lnicznika (1 łyżka) - nasiona konopi (1 łyżka) |
| warzywa                       | 4                       | - gotowane warzywa (½ filiżanki) - surowe warzywa (1 filiżanka) - sok warzywny (½ filiżanki) | - warzywa kapustne, np.: kapusta chińska, pekińska, jarmuż, brokuły, brukselka; piżmian (1 filiżanka gotowanych, 2 filiżanki surowych) - wzbogacony w wapń sok pomidorowy (½ filiżanki)                                                                            | |
| owoce                         | 2                       | - 1 średni owoc - drobne owoce, gotowane (½ filiżanki) - sok owocowy (½ filiżanki) - suszone owoce (¼ filiżanki)                                                                                     | - wzbogacony w wapń sok owocowy (½ filiżanki) - figi (5 sztuk) - pomarańcza (1 duża sztuka) | |
| tłuszcze                      | 2                       | - olej, miękka margaryna (1 łyżka) | | - olej lniany (1 łyżeczka) - olej rzepakowy (1 łyżka) - olej sojowy (1 łyżka)                                                                                   |

Przewodniki dietetyczne dla wegetarian i wegan przedstawiają listę zaleceń, które umożliwiają skomponowanie zróżnicowanej i zdrowej diety wegańskiej:
1. Jeść możliwie różnorodne produkty.
2. Minimalną liczbę zalecanych porcji należy zwiększać, jeśli zapotrzebowanie kaloryczne jest większe.
3. Jeść przynajmniej osiem porcji produktów bogatych w wapń, z dowolnych wymienionych grup żywnościowych. Jedna porcja zaspokaja około 10% zapotrzebowania.
4. Uwzględnić w codziennej diecie dwie porcje produktów bogatych w kwasy tłuszczowe omega-3. Dla zachowania równowagi proporcji tłuszczów zaleca się stosować oliwę z oliwek i olej rzepakowy.
5. Zalecane porcje tłuszczu można zastąpić porcjami orzechów lub nasion.
6. Dbać o zaspokojenie zapotrzebowania na witaminę D poprzez regularne kąpiele słoneczne lub spożywanie wzbogaconych produktów, mleka sojowego lub płatków śniadaniowych z dodatkiem witaminy D, grzybów suszonych w słońcu lub napromieniowanych UV.
7. Spożywać przynajmniej trzy porcje produktów z witaminą B12 dziennie, rozdzielonych na przynajmniej dwa posiłki. Jedna porcja to np. 1 łyżka wzbogaconych drożdży spożywczych, 1 filiżanka wzbogaconego mleka sojowego, ⅔ filiżanki wzbogaconych płatków śniadaniowych, ok. 42 g wzbogaconego substytutu mięsa. Jeżeli nie można z jakiegoś powodu spożywać wymienionych ilości regularnie, należy spożywać dodatkowy suplement witaminy w ilości 5-10 mμ dziennie lub 2000 mμ raz w tygodniu.
8. Możliwie ograniczyć spożywanie słodyczy i alkoholu.

Ponadto zaleca się następujące modyfikacje diety dla różnych grup ludzi (minimalne, zalecane ilości):
| Grupa ludzi              | Liczba porcji produktów z witaminą B12 | Liczba porcji produktów bogatych w białko | Liczba porcji produktów bogatych w wapń |
| ------------------------ | -------------------------------------- | ----------------------------------------- | --------------------------------------- |
| Dzieci 4-8 lat           | 2                                      | 5                                         | 6                                       |
| Nastolatki 9-13 lat      | 2                                      | 6                                         | 10                                      |
| Nastolatki 14-18 lat     | 3                                      | 6                                         | 10                                      |
| Kobiety w ciąży          | 4                                      | 7                                         | 8                                       |
| Kobiety karmiące piersią | 4                                      | 8                                         | 8                                       |

Weganizm u mężczyzn jest niezalecany przez dietetyków z racji na możliwe skutki uboczne takie jak problemy z funkcjonowaniem mózgu czy brakiem możliwości budowania mięśni.

### Stanowisko organizacji dietetycznych
Największa amerykańska organizacja skupiająca profesjonalnych dietetyków Academy of Nutrition and Dietetics (dawniej American Dietetic Association) wydała w 1994 (następnie aktualizowane co kilka lat, ostatnio w 2016) Stanowisko na temat diet wegetariańskich oparte na przeglądzie wyników badań opublikowanych w kilkuset artykułach naukowych, w którym można przeczytać, że:

Odpowiednio zaplanowane diety wegetariańskie, w tym diety ściśle wegetariańskie, czyli wegańskie, są zdrowe, spełniają zapotrzebowanie żywieniowe i mogą zapewniać korzyści zdrowotne przy zapobieganiu i leczeniu niektórych chorób. Dobrze zaplanowane diety wegetariańskie są odpowiednie dla osób na wszystkich etapach życia, włącznie z okresem ciąży i laktacji, niemowlęctwa, dzieciństwa, dojrzewania, oraz dla sportowców.

Dokument zwraca też uwagę na konieczność suplementacji w diecie wegańskiej takich składników odżywczych jak witamina B12.
Obecnie istnieje kilka niezależnych organizacji dietetycznych promujących dietę wegańską (lub dietę zbliżoną do wegańskiej) w celu zapobiegania chorobom układu krążenia, m.in. założony w 1985 roku amerykański Komitet Lekarzy na rzecz Medycyny Odpowiedzialnej z siedzibą w Waszyngtonie.

### Składniki odżywcze

#### Białko
Białka przyjmowane wraz z pokarmem są trawione przez układ pokarmowy człowieka do pojedynczych aminokwasów, które organizm wykorzystuje następnie m.in. do budowy własnych rodzajów białek. Człowiek musi przyjmować wraz z pożywieniem 9 aminokwasów – są to tzw. aminokwasy egzogenne. Pozostałe 11 aminokwasów endogennych organizm może wytwarzać sam (3 z nich są względnie egzogenne, tzn. muszą być dostarczane na pewnych etapach życia lub w określonych warunkach) z aminokwasów egzogennych lub innych składników pokarmowych.

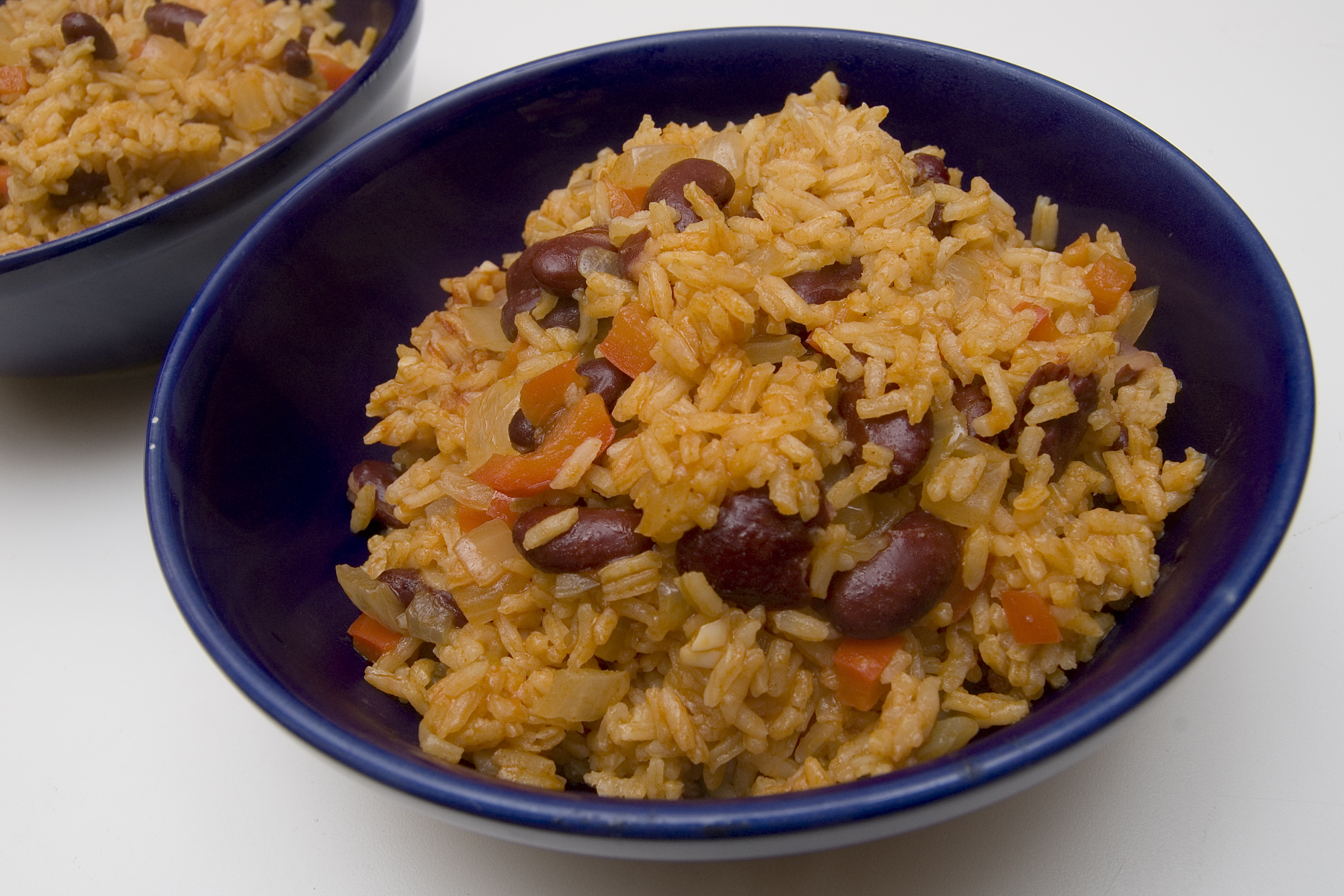
Ryż z fasolą to potrawa zawierająca pełny zestaw aminokwasów egzogennych

Wszystkie aminokwasy egzogenne są obecne w pokarmach roślinnych. Jednak w odróżnieniu od białek zwierzęcych, dane białko roślinne zazwyczaj nie zawiera wszystkich aminokwasów egzogennych równocześnie w ilościach wystarczających na pokrycie dziennego zapotrzebowania, np. białka zbóż zawierają zazwyczaj niewiele lizyny. Dieta wegańska zapewnia więc odpowiedni komplet aminokwasów pod warunkiem spożywania różnych rodzajów białek roślinnych, dzięki czemu dostarcza się wszystkich rodzajów aminokwasów egzogennych na zasadzie komplementacji. Białka zbóż i białka roślin strączkowych zawierają komplementarne do siebie białka, przy czym nie jest wymagane spożywanie ich w jednym posiłku, a jedynie w ciągu jednego dnia.
Weganie, przy odpowiednim doborze produktów żywnościowych, nie mają problemu z zaopatrzeniem organizmu w odpowiednią ilość białka. Dodatkowo, zgodnie ze stanowiskiem Amerykańskiego Stowarzyszenia Dietetyków, nie ma potrzeby tworzenia celowych połączeń produktów roślinnych, aby zapewnić odpowiedni bilans azotowy u zdrowych ludzi.
Liczne badania wskazują na brak występowania niedoborów białka u osób stosujących dietę wegańską. Typowe spożycie białka przez wegan spełnia, a często nawet przekracza zalecane wartości. Rzadkie przypadki niedoborów białka u wegan są zazwyczaj skutkiem spożywania znacznie ograniczonej ilości kalorii (dieta odchudzająca, zaburzenia odżywiania) lub spożywania dużej ilości niskobiałkowej żywności typu fast food (np. frytki, słodycze). Dietetycy zalecają osobom będącym na diecie wegańskiej uwzględnienie w codziennym jadłospisie źródeł lizyny, będącej niedoborowym aminokwasem egzogennym w wielu białkach roślinnych, np. w białkach zbóż. Produktami bogatymi w lizynę są przede wszystkim rośliny strączkowe i produkty z nich wytwarzane, a także seitan, pestki dyni, pistacje i quinoa.

#### Witamina B12
Witamina B12 jest jedynym składnikiem odżywczym, który musi być przyjmowany przez wegan w formie suplementów lub przez spożywanie żywności wzbogaconej, ponieważ brak jest pewności, że jakiekolwiek produkty roślinne zawierają wystarczające ilości aktywnej formy witaminy B12.
Witamina B12 bierze udział m.in. w formowaniu się erytrocytów czy funkcjonowaniu komórek nerwowych. Skutkiem jej długotrwałego, dużego niedoboru może być anemia megaloblastyczna oraz uszkodzenia układu nerwowego. Dieta wegańska jest zazwyczaj bardzo bogata w kwas foliowy, który maskuje hematologiczne objawy niedoboru witaminy B12, w wyniku czego pierwszymi możliwymi do zaobserwowania objawami są objawy neurologiczne. Z kolei łagodny niedobór witaminy B12 nie daje w ogóle wyraźnych objawów, ale wiąże się z podwyższonym poziomem homocysteiny, który jest z kolei powiązany z większym prawdopodobieństwem wystąpienia chorób układu krążenia i choroby Alzheimera. Badania wskazują na zdecydowanie wyższy poziom homocysteiny u wegan niesuplementujących witaminy B12 w porównaniu do laktoowowegetarian i niewegetarian. Z kolei u wegan suplementujących witaminę B12 poziom homocysteiny utrzymuje się na normalnym, bezpiecznym dla zdrowia poziomie.
Witamina B12 nie jest wytwarzana zarówno przez rośliny, jak i zwierzęta. Do jej syntezy zdolne są jedynie określone gatunki mikroorganizmów: bakterii, grzybów i glonów. Wiele zwierząt roślinożernych pozyskuje witaminę B12 dzięki działalności symbiotycznych mikroorganizmów w ich przewodach pokarmowych (np. przeżuwacze dzięki bakteriom żyjącym w ich żwaczach), co niekiedy łączy się ze zjawiskiem zjadania własnych odchodów (np. cekotrofia u królików). Synteza witaminy B12 przeprowadzana przez mikroorganizmy symbiotyczne żyjące w układzie pokarmowym człowieka nie jest wystarczająca, by pokryć jego zapotrzebowanie, poza tym większość zsyntetyzowanej witaminy B12 nie jest przyswajana, lecz wydalana wraz z kałem. Pewne ilości witaminy B12 mogą być pozyskiwane (również przez ludzi w krajach rozwijających się) poprzez zjadanie niemytych warzyw i owoców oraz picie skażonej wody.
Przez wiele lat różnym produktom roślinnym przypisywano zawartość witaminy B12 (np. grzybom shiitake, spirulinie), jednak dokładniejsze badania wykazały, że występują w nich nieaktywne analogi tej witaminy, które nie działają w organizmie jak prawidłowa, aktywna forma. Dodatkowo mogą fałszować wyniki badań krwi przeprowadzanych pod kątem niedoboru witaminy B12. Poziom tego związku najlepiej określać poprzez oznaczenie w surowicy krwi poziomu homocysteiny, kwasu metylomalonowego lub holotranskobalaminy II.
Za wiarygodne źródło aktywnej witaminy B12 nie mogą być również uznawane fermentowane produkty sojowe takie jak tempeh czy miso, ponieważ za syntezę witaminy B12 podczas ich produkcji odpowiadają szczepy bakterii, które dostały się do nich w wyniku zanieczyszczenia. Zawartość witaminy B12 w takich produktach waha się więc w bardzo szerokim zakresie, a warunkach sterylnych synteza tej witaminy może w ogóle nie zachodzić.
Niektóre nowsze badania wskazują na chlorellę, jako potencjalne, wegańskie źródło przyswajalnej witaminy B12.

#### Wapń

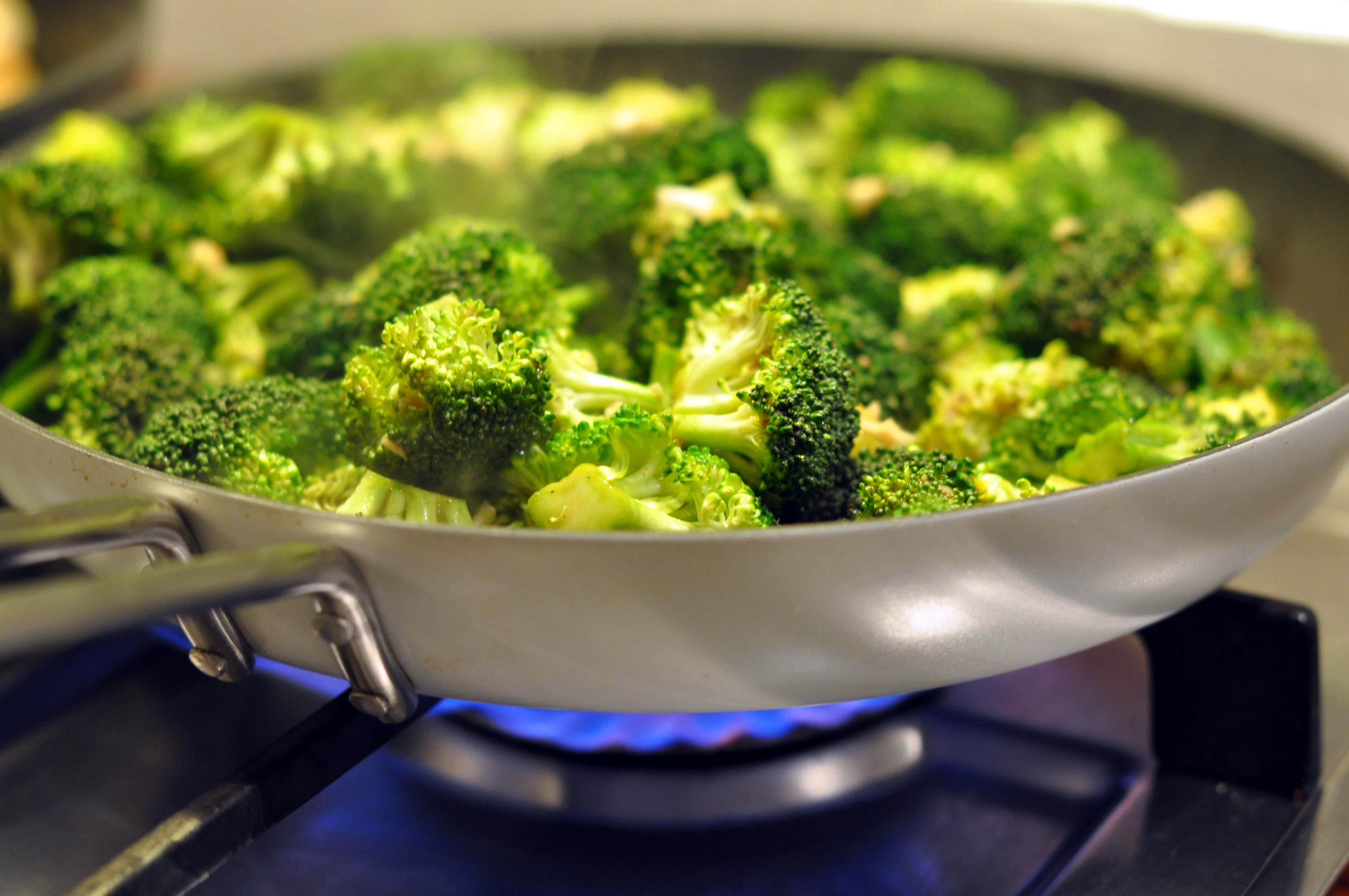
Brokuły i inne zielone warzywa z rodziny kapustowatych są bogatym źródłem wapnia w diecie wegańskiej

Wapń bierze udział w wielu podstawowych procesach metabolicznych organizmu takich jak przekaźnictwo nerwowe, kurczenie się mięśni czy wydzielanie hormonów. Jest też ważnym składnikiem układu kostnego, a jego niedobór zwiększa prawdopodobieństwo osteoporozy.
Najważniejszymi roślinnymi źródłami wapnia są warzywa z rodziny kapustowatych (brokuły, niektóre odmiany kapusty, jarmuż). Warzywa te jednak (rodzina kapustowatych), szczególnie surowe, zawierają substancje wolotwórcze, dlatego weganie powinni wystrzegać się nadmiernego ich spożycia. Wegetarianom zaleca się spożywać 1-2 filiżanki ciemnozielonych warzyw w tygodniu, w zależności od potrzeb energetycznych. Nie ma to znaczenia u osób, które spożywają wystarczającą ilość jodu w diecie, a niektóre badania sugerują, że weganie, którzy nie jedzą jodowanej soli i morskich wodorostów, są narażeni na niedobory jodu. Może to być szczególnie istotne w Polsce, z pominięciem terenów nadmorskich.
Znaczne ilości wapnia zawierają również niektóre orzechy (migdały, orzechy laskowe, orzeszki pistacjowe), w mniejszym stopniu rośliny strączkowe. Znaczną zawartością wapnia (w przeliczeniu na 100 g) charakteryzują się też niełuskane ziarna sezamu i nasiona maku. Szpinak i botwina nie są dobrymi źródłami wapnia, ponieważ zawierają duże ilości szczawianów, które wiążą wapń i blokują jego przyswajanie.
Niektórzy badacze sugerowali, że niski poziom spożycia wapnia nie stanowi dużego problemu w diecie wegańskiej, ponieważ ryzyko osteoporozy wiąże się raczej ze zwiększonym spożyciem białka zwierzęcego działającym „zakwaszająco” na organizm i skutkującym zużywaniem puli wapnia z kości i jego wydalaniem wraz z moczem. Inni dietetycy uważają tę hipotezę za kontrowersyjną, niepopartą dowodami i najprawdopodobniej błędną.
Opublikowane w 2007 wyniki pięcioletnich badań, w których brało udział 1000 wegan i 10 tys. laktoowowegetarian, wykazały o 30% większą częstość złamań kości u wegan w porównaniu do laktoowowegetarian. Różnica ta zniknęła po skorygowaniu wyników pod względem spożycia wapnia – weganie, którzy spożywali co najmniej 525 mg tego pierwiastka dziennie, nie mieli podwyższonego ryzyka złamań. Taką lub większą ilość wapnia spożywało jedynie 55% wegan (w porównaniu do ponad 90% laktoowowegetarian).
Niektórzy dietetycy zwracają uwagę na to, że przyjmowanie wraz z pożywieniem odpowiedniej ilości wapnia może dla niektórych osób na diecie wegańskiej stanowić trudność ze względów praktycznych i w związku z tym zalecają spożywanie żywności wzbogaconej w wapń (mleko sojowe, tofu) lub przyjmowanie odpowiednich suplementów.

#### Jod
Jod występuje w produktach roślinnych tylko w niewielkich ilościach, dlatego weganie, którzy nie spożywają takich pokarmów, jak jodowana sól lub wodorosty, są narażeni na ryzyko niedoborów. Może to mieć szczególne znaczenie na obszarze Polski. Wegankom w wieku rozrodczym zaleca się stosowanie dodatkowej suplementacji jodem w ilości 150 μg dziennie.

#### Żelazo
Osoby stosujące dietę wegańską spożywają zazwyczaj podobne ilości żelaza co osoby odżywiające się dietą tradycyjną, jednak żelazo znajdujące się w roślinach (żelazo niehemowe) jest słabiej przyswajalne przez organizm.
Niedokrwistość będąca skutkiem niedoboru żelaza nie występuje częściej u wegan i wegetarian w porównaniu do niewegetarian. Chociaż dorośli wegetarianie mają niższy poziom zapasów żelaza niż niewegetarianie, ich poziom ferrytyny w osoczu jest zazwyczaj w granicach normy. Wyniki badań wskazują na to, że w perspektywie długoterminowej występuje adaptacja do niskiej podaży żelaza, która obejmuje zarówno zwiększoną przyswajalność, jak i zmniejszoną utratę żelaza.

#### Kwasy tłuszczowe omega-3

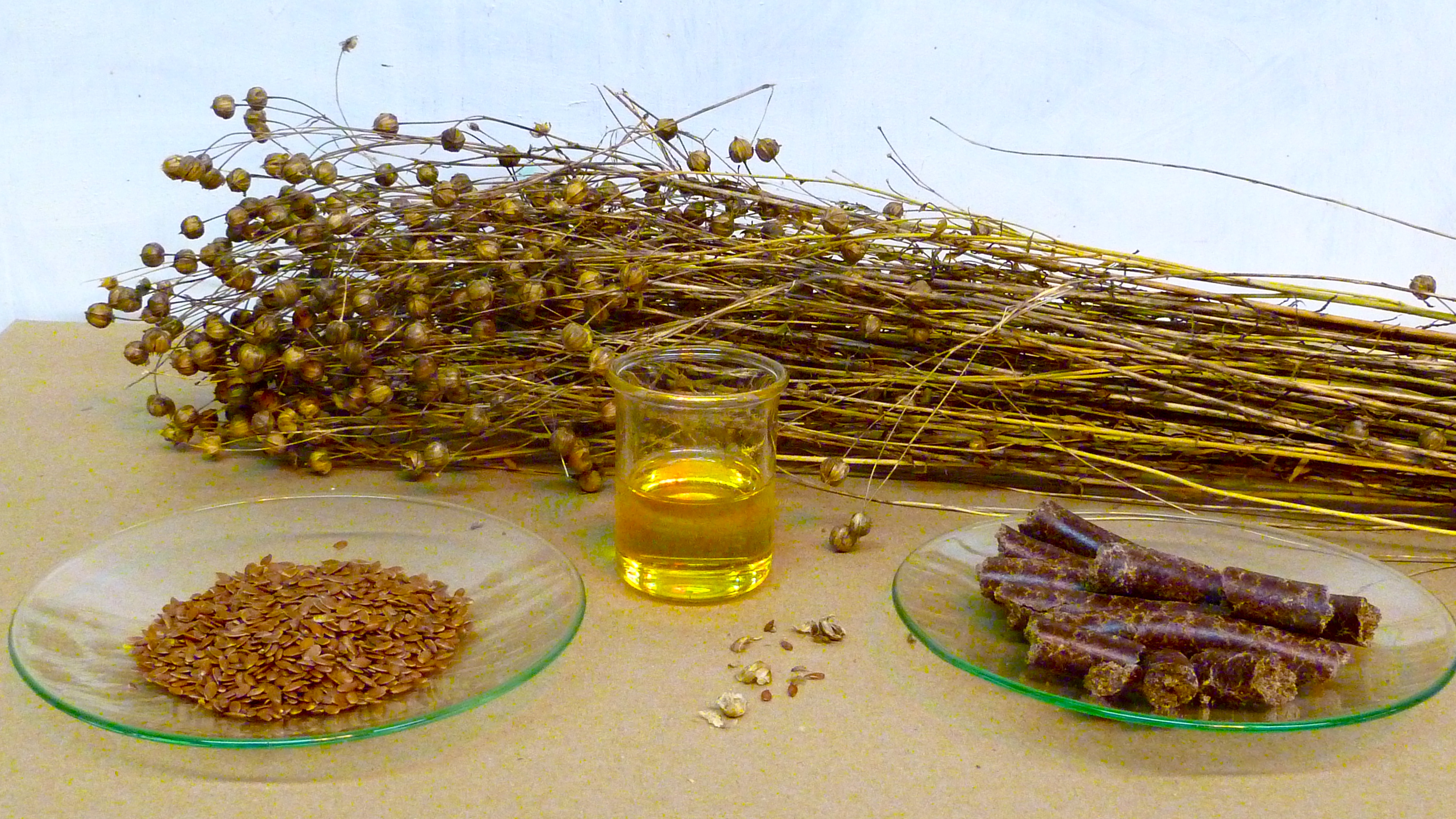
Siemię lniane i wytwarzany z niego olej lniany są źródłem kwasu α-linolenowego należącego do kwasów tłuszczowych omega-3

Do kwasów tłuszczowych omega-3 należą: kwas α-linolenowy (ALA), kwas eikozapentaenowy (EPA) oraz kwas dokozaheksaenowy (DHA). Ich niedobór zwiększa ryzyko niektórych chorób serca i układu krążenia oraz sprzyja stanom zapalnym.
Kwasy tłuszczowe EPA i DHA występują w niektórych wodorostach i tłustych rybach. W produktach roślinnych występuje jedynie kwas α-linolenowy (ALA), który może następnie ulegać w organizmie przekształceniu w niezbędne kwasy tłuszczowe EPA i DHA. Poziom konwersji jest niski (ok. 10%), w dodatku u niektórych osób może być jeszcze niższy. Weganie mają zazwyczaj niższy poziom kwasów EPA i DHA we krwi, ale nie do końca wiadomo czy niesie to za sobą jakieś zdrowotne skutki.
Dietetycy zalecają osobom będącym na diecie wegańskiej uwzględnienie źródeł kwasów omega-3 w diecie (olej rzepakowy i lniany, orzechy włoskie, siemię lniane) i równoczesne zmniejszenie spożycia kwasów tłuszczowych omega-6 (olej słonecznikowy, palmowy, sojowy), których nadmiar może zmniejszyć stopień konwersji kwasu ALA do kwasów EPA i DHA.

#### Witamina D
Witamina D pełni ważną rolę w zdrowiu kości i całego organizmu. Witamina D wytwarza się w skórze pod wpływem promieniowania słonecznego, ale efektywność tego procesu zależy od wielu czynników, m.in. czasu ekspozycji na słońce, koloru skóry, wieku, szerokości geograficznej, pory roku i warunków klimatycznych. Używanie środków ochronnych zmniejsza wydzielanie witaminy D w skórze, ale jednocześnie nadmierna ekspozycja na światło słoneczne zwiększa ryzyko nowotworów skóry. Oprócz sekrecji w skórze, głównym źródłem witaminy D w diecie wegańskiej są produkty wzbogacone o tę witaminę, zaobserwowano bowiem u niektórych wegan, którzy nie jedli takich produktów, zmniejszoną gęstość kości, co związane jest z niedoborem witaminy D.
Grzyby jadalne można wzbogacić w witaminę D2, susząc je w słońcu.

### Ciąża i karmienie piersią
Odpowiednio zbilansowana dieta wegańska wzbogacona o suplementy witaminy B12 i D oraz żelazo i kwas foliowy, uznawana jest za bezpieczną dla rozwoju dziecka kobiet w ciąży, badania jednak są nieliczne i niejednoznaczne. Należy pamiętać, że zapotrzebowanie na żelazo u wegetarian i wegan jest wyższe, niż wartości rekomendowane, ze względu na słabszą przyswajalność żelaza roślinnego. Kobiety w ciąży oraz kobiety karmiące, które decydują się na dietę wegańską, powinny także zadbać o odpowiednie spożycie wapnia i cynku w diecie lub w postaci suplementów.
Mleko karmiących matek weganek zawiera małe ilości kwasów tłuszczowych DHA, które są niezbędne dla rozwoju dziecka, dlatego podczas ciąży i karmienia zaleca się wzbogacić dietę o ten składnik(żywność wzbogacona w DHA, suplementy). Należy zaznaczyć, że w przypadku karmienia piersią i ciąży konwersja kwasów ALA na DHA jest niewystarczająca, dlatego suplementacja DHA jest konieczna.

### Niemowlęta i dzieci
Nie badano skutków restrykcyjnych diet na rozwój dzieci, np. frutarianizmu lub witarianizmu, jednakże ich profil odżywczy wyraźnie wskazuje, że są one ubogie w składniki pokarmowe, dlatego nie mogą być stosowane u dzieci. Natomiast zbilansowana dieta wegańska wzbogacona w odpowiednie suplementy, może spełniać wymagania pokarmowe dzieci. Należy jednak szczególnie uważać, gdyż dieta taka niesie ze sobą duże ryzyko powstawania niedoborów pokarmowych i stanowi wyzwanie u niemowląt, dlatego nie należy jej stosować bez odpowiedniej kontroli i obserwacji ze strony lekarza. Niektóre źródła wskazują na brak mocnych dowodów na to, że dieta wegańska jest odpowiednia dla dzieci i może ona zapewnić im optymalny rozwój psychofizyczny.
| Sugerowany harmonogram karmienia wegańskich niemowląt 4–12 m-c | Sugerowany harmonogram karmienia wegańskich niemowląt 4–12 m-c                       | Sugerowany harmonogram karmienia wegańskich niemowląt 4–12 m-c | Sugerowany harmonogram karmienia wegańskich niemowląt 4–12 m-c | Sugerowany harmonogram karmienia wegańskich niemowląt 4–12 m-c                                        |
| -------------------------------------------------------------- | ------------------------------------------------------------------------------------ | -------------------------------------------------------------- | -------------------------------------------------------------- | --- |
| Rodzaj pokarmu                                                 | 4-6m-cy                                                                              | 6–8 m-cy                                                       | 9–10 m-cy                                                      | 11–12 m-cy                                                                                            |
| mleko                                                          | mleko matki (zalecane) lub sojowa formuła dla niemowląt                              | mleko matki (zalecane) lub sojowa formuła dla niemowląt        | mleko matki (zalecane) lub sojowa formuła dla niemowląt        | mleko matki (zalecane) lub sojowa formuła dla niemowląt                                               |
| pieczywo                                                       | wzbogacone o żelazo płatki zbożowe dla niemowląt (kaszki, można zaniechać do 6 m-ca) | niesłodzone płatki zbożowe, tosty, krakersy                    | niesłodzone płatki zbożowe, tosty, krakersy, miękki chleb      | niesłodzone płatki zbożowe, tosty, krakersy, miękki chleb, ryż, makaron                               |
| owoce                                                          | –                                                                                    | rozdrobnione owoce, sok owocowy                                | miękkie lub gotowane owoce, soki owocowe                       | miękkie puszkowane lub gotowane owoce, obrane surowe owoce, soki owocowe                              |
| warzywa                                                        | –                                                                                    | rozdrobnione warzywa, sok warzywny                             | miękkie, gotowane i roztarte warzywa, soki warzywne            | miękkie, gotowane kawałki warzyw, soki warzywne                                                       |
| warzywa strączkowe                                             | –                                                                                    | tofu, zmielone warzywa strączkowe, jogurt sojowy (7–8 m-c)     | tofu, zmielone warzywa strączkowe, ser sojowy, jogurt sojowy   | tofu, roztarte warzywa strączkowe, ser sojowy, jogurt sojowy, drobne kęsy wegańskich burgerów, tempeh |

Niemowlęta, które nie są karmione piersią, mogą spożywać specjalne mleko dla niemowląt skomponowane w oparciu o białka sojowe. Rozwiązanie to jednak może mieć negatywne skutki dla rozwoju dziecka, dlatego preferowane jest karmienie piersią lub stosowanie innych, specjalistycznych formuł dla niemowląt. Specjalistyczne preparaty dla niemowląt nie mogą być zastępowane przygotowywanymi w domu mieszankami, np. z mleka sojowego czy ryżowego. Dietę niemowlaka można wzbogacać o zmielone tofu ze soi lub przetworzone, zmielone warzywa strączkowe. Zaleca się, by zaraz po wprowadzeniu innych pokarmów stałych, dodać do diety orzeszki ziemne, co zmniejsza ryzyko późniejszej alergii pokarmowej, przy czym u dzieci, które mają objawy innych alergii pokarmowych (np. eczema), należy to skonsultować z lekarzem, który przeprowadzi test alergiczny.
Podstawowy pokarm pitny dzieci powyżej 1. roku życia może stanowić komercyjne, pełnotłuszczowe mleko sojowe, wzbogacone o witaminy B12 i D oraz cynk, a dzieci na tym etapie powinny spożywać możliwie zróżnicowaną dietę, bez ograniczeń spożywanego tłuszczu. Zaleca się wykorzystanie w diecie produktów bogatych w energię i substancje odżywcze, np. przetworzonych kiełków roślin strączkowych, tofu lub zmielonego awokado.
Uważa się, że przy odpowiedniej superwizji, dobrze skomponowana dieta wegańska może spełnić wymagania pokarmowe starszych dzieci, jednakże nie zaleca się takiego rozwiązania, gdyż ścisły weganizm niesie duże ryzyko wystąpienia różnorodnych niedoborów i problemów. Dzieci na restrykcyjnych dietach zwykle rozwijają się gorzej i w niektórych badaniach zaobserwowano, że wegańskie dzieci są mniejsze od dzieci nie-wegetarian, choć wciąż w granicach normy. Aby zaspokoić wymagania pokarmowe dzieci, należy korzystać ze wzbogaconych w witaminy i tłuszcze płatków śniadaniowych, chleba, makaronu etc., a jeśli w rodzinie nie ma historii alergii pokarmowych na orzechy, także masło orzechowe, jako dodatek do pieczywa.

### Nastolatki
Weganizm może zaspokoić potrzeby żywieniowe u nastolatków, aczkolwiek dieta taka powinna być monitorowana pod kątem wystąpienia niedoborów energetycznych oraz takich składników pokarmowych jak niezbędne kwasy tłuszczowe, żelazo, cynk, wapń, witamina B12 i D, często suplementacja jest wskazana oraz stosowanie specjalistycznych produktów wzbogaconych w te składniki. Należy także monitorować, czy przypadkiem weganizm u nastolatka nie jest przykrywką dla zaburzeń odżywiania.

### Osoby starsze
Zapotrzebowanie energetyczne u osób starszych zmniejsza się, pogarsza się także sekrecja witaminy D w skórze oraz przyswajalność witaminy B12 z układu pokarmowego. Należy wziąć to pod uwagę przy komponowaniu diety wegańskiej osób starszych. Osoby te powinny spożywać adekwatne ilości soi i innych roślin strączkowych, by wypełnić zapotrzebowanie na białko, przy obniżonym zapotrzebowaniu energetycznym.

### Sportowcy
Dieta wegańska może zaspokoić potrzeby żywieniowe sportowców wyczynowych. Wykorzystanie w diecie produktów bogatych w białko, takich jak soja, inne warzywa strączkowe, nasiona, orzechy, zboża, grzyby zapewnia zaspokojenie zwiększonego zapotrzebowania na białko. Wegańscy sportowcy mogą też zyskać wiele korzyści ze suplementacji kreatyną.

### Potrawy wegańskie w kuchniach świata

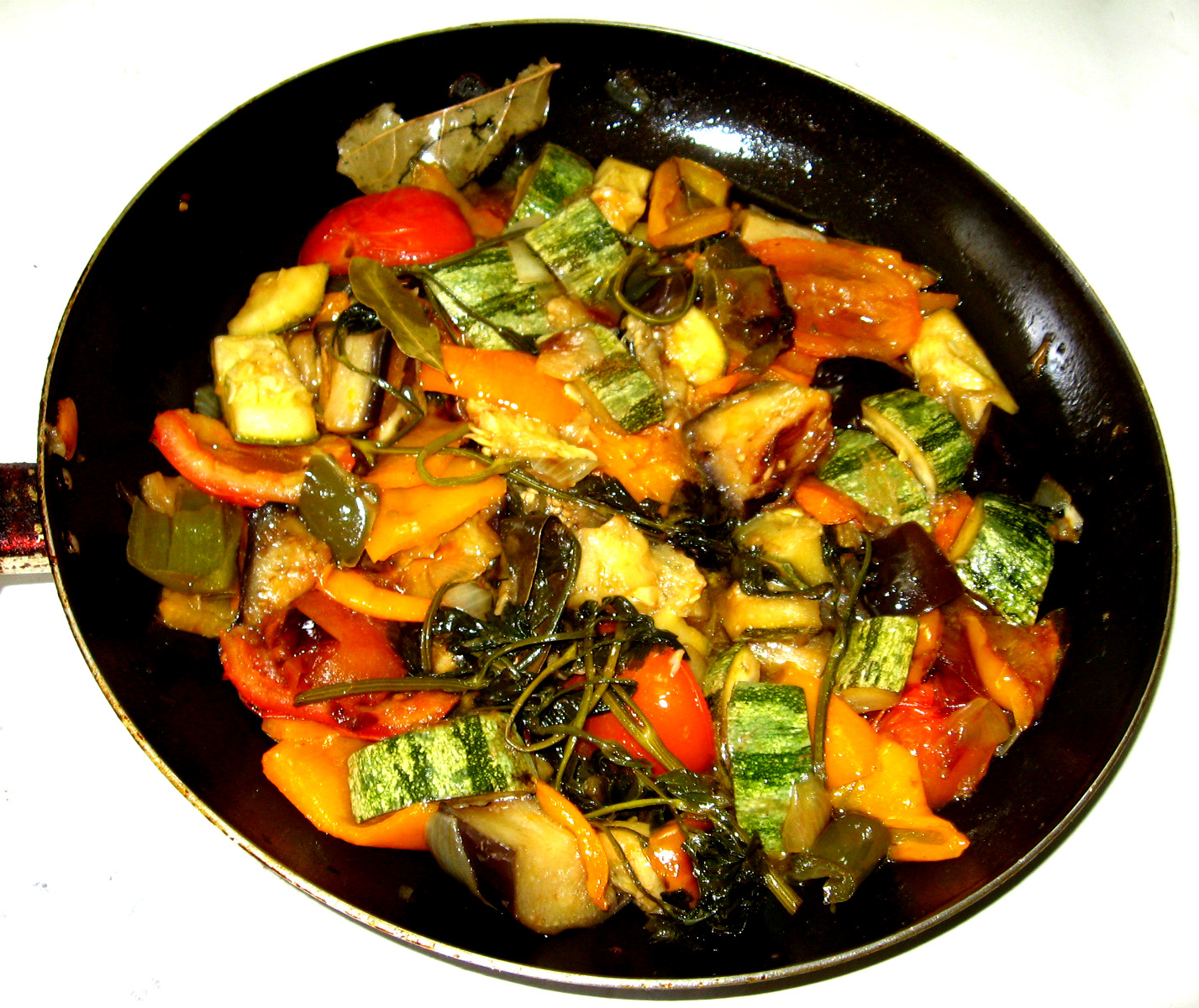
Ratatouille jest potrawą francuską składającą się z warzyw

W tradycyjnych kuchniach narodowych jest obecnych wiele potraw wegańskich, niektóre zaś potrawy mogą stać się wegańskie po niewielkiej modyfikacji (np. zastąpieniu mleka krowiego roślinnym lub zrezygnowaniu z jajek), która często nie wpływa znacząco na smak potrawy.
W kuchni polskiej wegański charakter ma wiele dań postnych, np. potrawy na bazie kapusty („postna kapusta” z kapusty kiszonej z grzybami, jarskie gołąbki); potrawy z kaszy gryczanej, jaglanej i jęczmiennej z dodatkiem warzyw i grzybów; pierogi bezmięsne (z kapustą i grzybami, z owocami); barszcze bez dodatku mięsa, np. barszcz ukraiński. Dla wielu charakterystycznych dla kuchni środkowoeuropejskiej potraw mącznych (kluski, pyzy, knedle itp.) dodatek jajek jest tylko opcjonalny.
Przykłady potraw wegańskich w różnych innych kuchniach europejskich:
- kuchnia włoska: makarony z sosami warzywnymi i grzybowymi, risotto bezmięsne, polenta, bruschetta, pesto bez dodatku sera, zupa minestrone, foccacia
- kuchnia hiszpańska: gazpacho, paella warzywna, tapas z warzywami, tumbet
- kuchnia francuska: ratatouille, tapenada
- kuchnie bałkańskie: dolmades (gołąbki w liściach winorośli), placki pita z warzywnym nadzieniem, zupa fasolada, sosy i pasty: pindżur, ajwar, lutenica, gemista

Ze względów religijnych w kuchni indyjskiej wiele potraw ma charakter wegetariański, jednak bardzo powszechne jest również stosowanie nabiału. Do hinduskich potraw wegańskich należą m.in.: różnego rodzaju zupy i potrawy na bazie soczewicy lub grochu określane wspólną nazwą dal, pakora (warzywa w cieście), pierożki samosa, warzywne curry, zupa sambar, różnego rodzaju placki i chlebki (dosa, ćapati, naan) z sosami (np. chutney) i farszem z warzyw.
W innych kuchniach dalekowschodnich również obecnych jest wiele dań wegańskich opartych na produktach sojowych takich jak tofu czy tempeh, a także ryżu i dużej ilości warzyw.
Z kuchni arabskiej pochodzą rozpowszechnione obecnie na całym świecie falafle – kotleciki z ciecierzycy, a także pasty hummus i baba ghanoush. Wegański charakter mają również potrawy z kuskusu z dodatkiem warzyw, np. tabbouleh. W kuchni meksykańskiej popularne są dania na bazie kukurydzianych tortilli z warzywnym nadzieniem i sosami np. guacamole, salsa.

### Zamienniki produktów odzwierzęcych
W kuchni wegańskiej popularne są produkty będące zamiennikami mięsa. Niektóre z nich wywodzą się z tradycyjnych kuchni narodowych takich jak kuchnia chińska czy hinduska, w których nie jedzono mięsa ze względów religijnych lub ekonomicznych. Przykładem takich produktów jest azjatyckie tofu czy indonezyjski tempeh. Do wytwarzanych z soi zamienników mięsa należą również: teksturowane białko sojowe (proteina sojowa, TVP) oraz stosowana głównie w kuchni azjatyckiej yuba powstająca na powierzchni gotującego się mleka sojowego. Do substytutów mięsa niewytwarzanych z soi należy seitan – pszenny gluten, otrzymywany z mąki. W polskiej kuchni postnej tradycyjnym zamiennikiem mięsa są grzyby. Bardzo często w różnych potrawach (np. kotletach, gulaszach) mięso jest zastępowane roślinami strączkowymi – soczewicą, fasolą itp.
Wegańskimi zamiennikami mleka i nabiału są napoje wytwarzane z soi, zbóż i orzechów – tzw. mleka roślinne: sojowe, migdałowe, ryżowe, kokosowe, zbożowe, z nerkowców; śmietanka i desery sojowe oraz ryżowe, śmietana z nasion słonecznika, sosy wytwarzane z soi lub orzechów zastępujące majonez. Znane są również roślinne analogi sera wytwarzane z soi i orzechów. Jako zamiennik sera w wielu potrawach stosowane są również nieaktywne drożdże spożywcze w postaci płatków.
W wielu tradycyjnych potrawach na bazie mąki używa się jajek mających zapewnić odpowiednią „kleistość” masy. W kuchni wegańskiej ich zamiennikiem mogą być np. zmielone siemię lniane, mieszanka mąki sojowej lub kukurydzianej z wodą, tofu lub purée z bananów lub dyni. W kuchni hinduskiej stosuje się w niektórych potrawach czarną sól (kala namak) imitującą smak jajek ze względu na zawartość związków siarki.